# Ion Draica
Ion Draica est un lutteur roumain spécialiste de la lutte gréco-romaine né le 5 janvier 1958 à Constanța.

## Biographie
Ion Draica participe aux Jeux olympiques d'été de 1984 à Los Angeles dans la catégorie des poids moyens et remporte la médaille d'or. Il est également champion du monde en 1978.